# Inmigración china en Costa Rica
La inmigración china en Costa Rica es el movimiento migratorio desde el actual territorio de la República Popular China (incluyendo los enclaves de Hong Kong y Macao), así como desde Taiwán hacia esta nación centroamericana, acaecida de manera notoria desde mediados del siglo XIX. La comunidad sinocostarricense es de gran importancia cultural, económica y social; se trata de una de las principales colectividades chinas de América, en la Cuenca del Caribe es solamente superada por la de Panamá, con alrededor de 9 mil ciudadanos habitando en el país (de acuerdo al censo de 2011) y 60.000 descendientes.
Este fenómeno migratorio presenta picos de oleadas desde los años 1850. Actualmente la entrada de chinos a Costa Rica está en continuo crecimiento, según la oficina de Remesas y Desarrollo de la institución analista Inter-American Dialogue, esta población supera los 45,000 habitantes, lo que la posiciona como una de las principales colectividades extranjeras de la población costarricense. De manera histórica, tanto la costa del Pacífico como la del Atlántico y la ciudad de San José, han sido los polos de concentración de la colectividad asiática en el país.

## Comunidad sinocostarricense
La comunidad china en Costa Rica representa un segmento visible de la demografía local, con cifras que rondan desde los 60.000 descendientes chinos (海外華人). Incluso, según la Universidad de Costa Rica un sustancial porcentaje de los costarricenses poseen en su composición genética casi un 6% de genes provenientes de Asia oriental. Respecto a la colectividad china presente, es decir los chinos emigrados (华侨), según el último censo superan las 9.000 personas, aunque otras cifras recopiladas por asociaciones de cooperación china reportan hasta 45.000 inmigrantes. Esto los posiciona como una de las principales comunidades de extranjeros que habita actualmente en el país, y la más importante del continente asiático.
De manera histórica, los chinos migraron a Costa Rica especialmente desde Cantón (con amplia mayoría desde Zhongshan y Yangjiang) y Macao, por oportunidades laborales y buscando mejorar su calidad de vida, debido a las difíciles condiciones en Asia, es decir, como inmigrantes económicos, dedicados esencialmente a labores obreras. Se tiene registro de su entrada cuantiosa al menos desde los años 1850, radicando principalmente en ambas costas (con comunidades notables en las ciudades de Limón, Puntarenas y Nicoya) y la capital, San José. En la actualidad, si bien siguen siendo inmigrantes económicos, han cambiado notablemente sus ocupaciones, dedicándose de forma eminente al comercio y a diversas actividades empresariales.
De acuerdo al censo de 2011, los migrantes asiáticos también han variado sus destinos de establecimiento en Costa Rica de forma importante. De aquellas comunidades históricamente receptoras, solo San José y Limón perduran con números visibles de inmigrantes contemporáneos (en especial la primera), mientras que el resto de chinos han decidido establecerse en otras grandes ciudades del Valle Central, con Cartago y Heredia como unas de las favoritas. Asimismo, los lugares de origen se han diversificado con respecto a los inmigrantes de 1850-1920, pues pese a que Cantón sigue siendo el mayor emisor, también hay nutridos grupos provenientes de otras provincias del litoral norte y central de la nación, así como de Taiwán, un país en disputa con la República Popular China, situado 200 km al suroeste de la misma.

## Historia

### sigloXIX
Los primeros inmigrantes chinos fueron un grupo de 77 personas contratadas para trabajar en el ferrocarril de Panamá, que llegaron a Costa Rica en 1855, provenientes de Cantón. De ese colectivo inicial, más de un cuarto encontró empleo en la granja de José María Cañas Escamilla, y el resto fue contratado por Alejandro von Bullow, un agente enviado por la Sociedad Colonizadora de Berlín, para preparar uno de los primeros proyectos de colonización alemana en la provincia de Cartago. Sin embargo, durante 1859-1863, bajo la administración de José María Montealegre Fernández, la legislación costarricense promovió la entrada masiva de inmigrantes europeos, imponiendo restricciones expresas al ingreso de chinos y otros grupos no caucásicos.
En este período, los chinos normalmente arribaban a Puntarenas, un puerto en la costa pacífica, motivados por la extrema pobreza vivida en su lugar de origen. Rápidamente, en esa ciudad y sus alrededores se formó una floreciente comunidad de origen asiático, de la que uno de sus fundadores fue José Chen Apuy, inmigrante cantonés llegado en 1873. La importancia de la colonia sino-puntarenense era tal, que incluso en China los cuantiosos grupos de inmigrantes tendían a pensar —confundidos— que el nombre del puerto era el del país.
Ante el panorama de caos social que imperaba en la China del siglo XIX, donde abundaban la pobreza y el desempleo, enormes cantidades de personas decidían tomar los anuncios de contratación obrera (originalmente en las minas de Abangares, en las obras del ferrocarril San José-Limón y en las bananeras de la United Fruit Company de Minor Keith) que se publicaban desde Costa Rica. Sin embargo, las condiciones de trabajo en estos lugares eran de virtual esclavitud, insalubridad y violación de sus derechos (en especial para los constructores de la Ferrocarril al Atlántico), de manera que en 1874 la situación se tornó insostenible y los trabajadores chinos levantaron una huelga pacífica (la primera de la que se tenga registro en el país). Este movimiento de protesta fue violentamente reprendido por las autoridades de entonces, en una intervención militar que dejó varios obreros heridos y seis inmigrantes chinos muertos.
Pese a la polémica desatada por la brutal respuesta que dio el gobierno a esta protesta pacífica, las condiciones de trabajo para los chinos no mejoraron en la construcción del tren al Atlántico y, al contrario, se recrudecieron en los siguientes años. Estos eventos terminaron por colectivizar a los distintos y dísimiles grupos de inmigrantes chinos a finales del siglo XIX, naciendo asociaciones chinas en las principales ciudades costeras y, posteriormente, en San José. Tras este período de inmigración masiva inicial, los chinos pronto se desenvolvieron en otras actividades como el comercio, la servidumbre doméstica, el cuido infantil y la administración de haciendas.
Es así que hacia los años 1890, la colectividad sinocostarricense crecía de manera importante, desempeñándose sus miembros en toda clase de oficios obreros o estableciendo negocios alrededor del territorio. Sin embargo, en un país que fomentaba intensamente la inmigración europea como Costa Rica, la presencia china inquietaba a algunos sectores de la población, de manera que comenzó a legislarse en contra de la entrada de grupos con orígenes étnicos no blancos. Una de las primeras muestras de esta postura de Estado xenofóbica y racista se dio el 20 de mayo de 1897, durante el gobierno de Rafael Yglesias Castro, cuando se emite el Decreto Ejecutivo No.6 que prohibía el ingreso de culíes y chinos al país, aunque permitía permanecer en el territorio a los ya residentes. Unos años después, en la administración de Ascensión Esquivel Ibarra, se formula en conjunto con el secretario José Astúa Aguilar un decreto que reafirma nuevamente la prohibición para los chinos de migrar a Costa Rica, añadiendo también otras nacionalidades no europeas como los libaneses y los turcos.

### sigloXX
Enmarcados en este contexto de rechazo de Estado, durante finales del siglo XIX y principios del XX, la comunidad china enfrentaría el racismo de algunos sectores de la población costarricense, especialmente de las clases dominantes y políticas. Se les acusaba de actividades ilícitas como apuestas, consumo de opio, «herejías» y vagancia, así como el gobierno desconfiaba de su presencia ya que no aportaban a la economía al, supuestamente, enviar todo lo ganado en remesas a China. Testimonios de visitantes de la época, como el conde Maurice de Périgny, aseguran que eran queridos entre la población humilde porque daban créditos generosos, no subían los precios tan a menudo como otros comerciantes y eran buenos anfitriones en sus locales. En todo caso, existen registros de la desconfianza de las autoridades políticas hacia ellos que incluían todo tipo de apelativos racistas, así como las prohibiciones de ingreso.
Dichas restricciones eran a menudo burladas de distintas formas como entrando ilegalmente por puntos que no fueran los puertos o puestos fronterizos, usando documentos falsos o de chinos fallecidos o ingresando escondidos en cargamentos. Por esto, según apunta Hilda Chen Apuy, la inmigración asiática de todas formas fue constante e ininterrumpida, pese a estas leyes y reglamentos.
En 1903 el gobierno ordena a los gobernadores provinciales a realizar un registro de los ciudadanos de «raza china» y el primer «censo de chinos» se realiza en 1934. Como otras comunidades de inmigrantes, la colonia china también generó redes de solidaridad. En 1905 se funda el Club Chino de San José, que incluía un fondo de ayuda mutual.
Sin embargo, la posición de la clase política hacia la comunidad china iría tornándose más amistosa con el sobrevenir de la Segunda Guerra Mundial, en especial porque China, al igual que Costa Rica, era un país aliado y Japón uno enemigo que estaba agrediendo a China. En 1944 se suscribe el Tratado de Amistad entre Costa Rica y China que pone fin a buena parte de las medidas contrarias a la población china y que fue celebrado por la colonia china.
Posteriormente, en la década de 1970, Taiwán empezó a ser una mayor fuente de la inmigración china a Costa Rica. Sin embargo, los grupos iniciales de chinos taiwaneses que entraban al país lo hacían temporalmente, en su ruta hacia Estados Unidos o Canadá. Fue años más tarde que el Gobierno Costarricense comenzó a estimular la inmigración desde Taiwán, en especial por el intenso auge que experimentaba esta nación, atrayendo así una importante multitud de inversores.
Desde entonces, la mayoría de inmigrantes chinos han sido de origen cantonés o macaense, pero en las últimas décadas del siglo XX, un nutrido número de inmigrantes han llegado desde de otras provincias más septentrionales y Taiwán. Muchos hombres llegaron solos por trabajo y se casaron con mujeres costarricenses, aunque sólo hablan el idioma cantonés. Sin embargo, la mayoría de los descendientes de los primeros inmigrantes chinos ya no hablan ese idioma y se sienten como costarricenses.

### sigloXXI
En la actualidad, un sustancial porcentaje de la población costarricense posee ascendencia china, además, la colectividad es la más numerosa de origen asiático en Costa Rica, según la Organización Internacional para las Migraciones. La gran mayoría de los inmigrantes chinos venidos en las últimas décadas se desempeña en la administración de una diversificada gama de comercios (principalmente supermercados, restaurantes, tiendas de artículos importados...), en oficios liberales o en diversas inversiones de índole empresarial.
De acuerdo al último censo, los inmigrantes chinos actualmente radican a lo largo de todo el territorio, con una sustancial mayoría asentada en la provincia de San José. Asimismo, los inmigrantes han establecido todo tipo de lazos de cooperación con la sociedad costarricense; que abarcan aspectos culturales, económicos, infraestructurales o incluso de atención y contención de desastres naturales.
La cultura china ha penetrado y se ha adaptado notablemente en la idiosincrasia costarricense: existen todo tipo de linajes asiáticos en el país, la cocina china ha aportado innumerables costumbres culinarias a la gastronomía local y se han creado multitud de organizaciones culturales. En importantes puertos, como Limón y Puntarenas, hay centenarias asociaciones chinas, y en San José existe la Asociación China de Costa Rica y un barrio sinocostarricense.

#### Crimen
Asimismo, desde las últimas décadas del siglo XX se cree que la mafia china pudo haber empezado a operar en Costa Rica. En 1991, por ejemplo, existe constancia de su participación en la recolección de las deudas de los juegos de apuestas. A esta organización criminal se le atribuyen dos secuestros por rescate en octubre de 1998 y otros dos más en mayo de 2002. Por otro lado, existe una importante cantidad de matrimonios ilegales entre ciudadanos inmigrantes chinos y costarricenses, únicamente efectuados para la regularización migratoria.

## Cultura sinocostarricense
La cultura china, esencialmente cantonesa, ha tenido un profundo proceso de mezcla y aportación con la cultura costarricense, en la que hay una notoria influencia en aspectos culinarios. De la mano con la cuantiosa entrada de inmigrantes chinos en este país comenzaron a fundarse casas culturales, de idiomas y restaurantes, además de darse complejos flujos de mestizaje que han contribuido notoriamente a la consolidación de la heterogénea y diversa identidad nacional de Costa Rica. De esta forma, se celebran anualmente todo tipo de actividades ya normalizadas que provienen de la cultura asiática, entre las que destacan las multitudinarias festividades del Año nuevo chino alrededor de todo el territorio (de las más grandes en la región), especialmente en el Barrio chino de San José. Este último espacio es un foro por excelencia de encuentro y mezcla sino-costarricense, en el que periódicamente se realizan festivales, ferias, exposiciones, desfiles y todo tipo de actividades con temática china. Se trata, de hecho, del primer barrio chino en toda América Central.
Otro ejemplo palpable de la intensa unión entre culturas chinas y locales se observa en la principal universidad de esta nación, la Universidad de Costa Rica, que cuenta con el Instituto Confucio (孔子学院) adscrito a la Escuela de Lenguas Modernas de la Facultad de Letras, cuyo objetivo es la difusión y estudio de la cultura china y de su mezcla histórica y contemporánea con la idiosincrasia tica. Asimismo, existen centros culturales que imparten desde clases en idioma mandarín hasta cocina tradicional china en todo el país. Destacan en estos aspectos el Centro Cultural y Educativo Costarricense Chino (CCECC), que es una asociación de promoción cultural y de aprendizaje con financiamiento gubernamental y la Asociación de Qipao Costa Rica, organización que da a conocer aspectos de vestimenta típica china en el país.

### Gastronomía
La gastronomía china está intensamente difundida en Costa Rica, y en este país se encuentran dos vertientes de esta tradición culinaria. La primera, la tradicional china, sigue las costumbres gastronómicas propias del pueblo chino, es especialmente apreciada por los inmigrantes recientes. Mientras que la segunda, la sinocostarricense, es la que pertenece a la cocina local, surgida tras más de un siglo de mestizaje cultural entre inmigrantes, que ha propiciado la construcción de todo un repertorio de platos propios y muy populares, destacándose: chop suey, tacos chinos, wantán, sa ho fang, chow mein y arroz cantonés. 
Este último platillo es prácticamente el icono de la gastronomía chino-tica, nació con la llegada de los primeros inmigrantes chinos provenientes de Cantón, en 1855. Se trata de una variante del arroz tradicional chino cocinado al vapor, que fue modificado para convertirlo en un arroz frito (como en muchas otras partes de América), y al que se le agrega abundante salsa de soya, huevo frito, carnes de lechón y pollo, cebollín, apio, chile dulce, trozos de jamón de York, frijoles nacidos, camarones y verduras variadas. Su consumo es tan importante en la dieta local, que incluso en 2013 se obtuvo un Récord Guiness al arroz frito más grande del mundo, en el marco de las fiestas del Barrio Chino por el año nuevo de ese entonces.